# Broken Lizard
Broken Lizard (dt. etwa gebrochene oder zerbrochene Eidechse) ist eine US-amerikanische Comedy-Truppe, die bekannt ist für ihre Filme Super Troopers – Die Superbullen, Club Mad und Bierfest. Die fünf Stammmitglieder sind Jay Chandrasekhar, Kevin Heffernan, Steve Lemme, Paul Soter und Erik Stolhanske. Sie schreiben gemeinsam an den Drehbüchern und spielen die Hauptrollen in ihren Filmen, wobei Jay Chandrasekhar in den meisten Fällen auch die Regie führte.

## Geschichte
Broken Lizards erster Film, Puddle Cruiser, spielt auf dem Campus der Colgate University und in der Stadt Hamilton im Bundesstaat New York, wo die Comedy-Truppe ihr Studium absolvierte. Ihr erster Film, der einem breiteren Publikum präsentiert wurde, war Super Troopers, dessen Handlung um fünf offensichtlich ungeschickte Polizisten der Vermonter Highway Patrol spielt, die einen Kleinkrieg mit der konkurrierenden Stadtpolizei führt. Der Film wurde 2001 auf dem Sundance Film Festival vorgestellt, wurde verkauft von Cinetic Media und erworben von Fox Searchlight, die ihn im Februar 2002 weltweit herausbrachten.
Der Film erhielt nur mittelmäßige Kritiken, entwickelte sich nach seinem Erscheinen auf DVD allerdings zu einer Art Kultfilm. Der nächste Film der Gruppe – Club Mad – handelt von einem Killer, der auf einer Ferieninsel sein Unwesen treibt.
2006 erschien der Film Bierfest, in dem es um zwei amerikanische Brüder geht, die ein Team professioneller Biertrinker zusammenstellen, um ein deutsches Team in einem geheimen internationalen Biertrinker-Wettbewerb in München zu schlagen. In diesem Film traten bekannte Schauspieler wie Donald Sutherland, Jürgen Prochnow, Ralf Moeller und Willie Nelson auf.
Die Dreharbeiten für Broken Lizards nächstes Projekt – The Slammin’ Salmon (deutsch: Slammin’ Salmon – Butter bei die Fische!) – begannen am 7. Februar 2008 und waren nach 25 Drehtagen abgeschlossen. Der Film wurde am 17. Januar 2009 beim Slamdance Film Festival in Utah uraufgeführt und erschien am 11. Dezember 2009 in den US-amerikanischen Kinos. Michael Clarke Duncan, unter anderem bekannt aus The Green Mile, spielt die Rolle des Cleon Salmon, den Besitzer des namensgebenden Restaurants The Slammin’ Salmon.

## Mitglieder
- Jay Chandrasekhar (Drehbucharbeit, Darsteller, Regie)
- Kevin Heffernan (Drehbucharbeit, Darsteller, Regie)
- Steve Lemme (Drehbucharbeit, Darsteller)
- Paul Soter (Drehbucharbeit, Darsteller)
- Erik Stolhanske (Drehbucharbeit, Darsteller)

Nebendarsteller
Neben den Stammmitgliedern gibt es noch häufig wiederkehrende Nebendarsteller, wie zum Beispiel M. C. Gainey (Hank in Club Mad und der Priester in Bierfest), Michael Weaver (Roy in Club Mad, städtischer Polizist in Super Troopers), Nat Faxon (Rolf in Bierfest und Manny in Club Mad) sowie Philippe Brenninkmeyer (als Deutscher Porschefahrer in Super Troopers und Herr Referee in Bierfest).
Seit 2019 wird die Comedy-Serie Tacoma FD produziert, die von Heffernan und Lemme entwickelt wurde, die auch die Hauptrollen übernahmen. Paul Soter und Nat Faxon haben wiederkehrende Rollen. Hassie Harrison, Marcus Henderson, Gabriel Hogan und Eugene Cordero, die in der Serie Hauptrollen spielen, haben auch Rollen in der Broken-Lizard-Produktion Quasi.

## Filmografie
- 1996: Puddle Cruiser – Regie: Jay Chandrasekhar
- 2001: Super Troopers – Die Superbullen – Regie: Jay Chandrasekhar
- 2004: Club Mad – Regie: Jay Chandrasekhar
- 2006: Bierfest – Regie: Jay Chandrasekhar
- 2009: The Slammin’ Salmon – Regie führte erstmals Kevin Heffernan
- 2010: Broken Lizard Stands Up – Regie: Jay Chandrasekhar
- 2018: Super Troopers 2 – Regie: Jay Chandrasekhar
- 2023: Quasi – Regie: Kevin Heffernan